# Аризонски отровен гущер
Аризонският отровен гущер (Heloderma suspectum) е вид отровен гущер от семейство Отровни гущери (Helodermatidae).

## Разпространение
Видът е типичен за Северна Америка. Обитава югозападните части на САЩ и северните части на Мексико.

## Описание
Тялото му е черно, с дължината около 50 см и е покрито с розови или оранжеви петна.

### Основни характеристики
През топлите месеци гущерът, хранейки се, събира мазнини в корема и опашката си, които служат за енергиен източник през студените месеци. Когато се почувстват застрашени, представителите от този вид захапват силно противника си и му вкарват отрова. За хората ухапване от подобен гущер не е смъртоносно.